# 刘永瑞
刘永瑞（1953年2月—），河北宣化人。男，汉族。1975年8月参加工作，1972年11月加入中国共产党。河北师范学院（现河北师范大学）政治教育系政治教育专业毕业，中共中央党校科学社会主义专业在职研究生学历。

## 生平
历任河北师范学院教师、系副主任、系主任、副院长，河北省教育委员会副主任、主任，省教育厅厅长；张家口市委书记等职。2006年11月，任中共河北省委常委、统战部部长。2012年1月，当选河北省政协副主席。2017年1月，不再担任河北省政协副主席。